# Wydział Fizyki Technicznej i Matematyki Stosowanej Politechniki Gdańskiej
Wydział Fizyki Technicznej i Matematyki Stosowanej – jeden z ośmiu wydziałów Politechniki Gdańskiej.

## Historia
Powstanie wydziału datuje się na 1904 r., wraz z powstaniem uczelni technicznej w Gdańsku.
Pierwszym rektorem został prof. Hans von Mangoldt, wybitny matematyk, autor cenionych do dziś podręczników. 
W roku 1922 nastąpiły zasadnicze zmiany organizacyjne. Utworzono nowe Wydziały, a jednocześnie niektóre Wydziały połączono, tworząc 3 Fakultety. Jedną z najpoważniejszych inwestycji rozbudowującej się Uczelni było wzniesienie w roku 1929, połączonego z Gmachem Głównym, budynku zawierającego przeznaczoną dla fizyki, liczącą 400 miejsc, salę Auditorium Maximum. Sala ta, zaprojektowana merytorycznie przez wybitnego fizyka, prof. Carla Ramsauera, wyposażona była w funkcjonalne zaplecze demonstracyjne oraz unikalną ruchomą ścianę oddzielającą audytorium od zaplecza, co umożliwiało przygotowanie pokazów podczas trwania wykładu. Auditorium Maximum było, w owym czasie, jedną z najnowocześniejszych sal wykładowych w Europie.
W latach wojny liczebność studentów oraz kadry dydaktycznej radykalnie zmalała. W styczniu 1945 r. ostatecznie zawieszono zajęcia, profesorowie wyjechali, a najcenniejszą aparaturę oraz książki wywieziono do Schmalkalden w Turyngii, gdzie miała powstać politechnika zastępcza. 
Pierwszym fizykiem, który w sierpniu 1945 r. przyjechał do Gdańska, był prof. Ignacy Adamczewski. W połowie sierpnia 1945 r. utworzono na Politechnice Gdańskiej Katedrę Fizyki, a 21 września Rektor powołał oficjalnie prof. I. Adamczewskiego na jej kierownika. To właśnie prof. I. Adamczewski zainaugurował powojenną działalność dydaktyczną odrodzonej Politechniki Gdańskiej wygłaszając 22 października 1945 r. w sali Auditorium Maximum pierwszy wykład. Był to wykład z fizyki dla studentów trzech Wydziałów: Chemicznego, Architektury oraz Inżynierii Lądowej i Wodnej. 
W 1969 nastąpiła zmiana struktury uczelni wyższych, polegająca na zastąpieniu katedr instytutami. Stworzono wówczas na Politechnice Międzywydziałowy Instytut Fizyki i Międzywydziałowy Instytut Matematyki. W każdym z instytutów istniały zakłady obsługujące poszczególne wydziały. W roku 1983 nastąpiło połączenie obydwóch instytutów w Wydział Fizyki Technicznej i Matematyki Stosowanej.

## Kierunki i specjalności
Źródło: oficjalna strona Wydziału
- fizyka techniczna
  - fizyka stosowana
  - informatyka stosowana
  - inżynieria odnawialnych źródeł energii
  - fizyka stosowana i fotowoltaika (II st.)
- nanotechnologia
  - nanomateriały i nanostruktury funkcjonalne
  - bionanomateriały
  - projektowanie nowych materiałów (II st.)
  - nanostruktury fotoniczne (II st.)
  - Nanostructures and Computer Simulations in Materials Science (II st.)
- inżynieria biomedyczna
  - fizyka medyczna
- matematyka
  - matematyka stosowana
  - matematyka finansowa
  - analityk danych
  - geometria i grafika komputerowa (II st.)
- inżynieria materiałowa
  - inżynieria zaawansowanych materiałów funkcjonalnych
- Technologie Przemysłu 5.0
  - inżynieria internetu rzeczy
  - inżynieria pomiarowa w systemach przemysłowych

## Katedry
- Analizy Nieliniowej
- Analizy Matematycznej i Numerycznej
- Fizyki Atomowej, Molekularnej i Optycznej
- Fizyki Ciała Stałego
- Fizyki Teoretycznej i Informatyki Kwantowej
- Fizyki Zjawisk Elektronowych
- Rachunku Prawdopodobieństwa i Biomatematyki
- Równań Różniczkowych i Zastosowań Matematyki
- Laboratoria Wydziałowe

## Władze
- Dziekan: dr hab. Paweł Możejko, prof. PG
- Prodziekan ds. nauki: prof. dr hab. Grzegorz Graff
- Prodziekan ds. kształcenia: dr hab. inż. Beata Bochentyn, prof. PG
- Prodziekan ds. studenckich: dr Brygida Mielewska, prof. PG
- Prodziekan ds. organizacji: dr hab. inż. Aleksandra Mielewczyk-Gryń, prof. PG
- Dyrektor Administracyjny: mgr inż. Marek Żabczyński

## Organizacje studenckie
- Koło Naukowe Studentów Fizyki
- Naukowe Koło Matematyki[3]
- Wydziałowa Rada Studentów

## Dziekani Wydziału
- Andrzej Januszajtis (1983–1986)
- Jan Kalinowski (1986–1990)
- Mieczysław Chybicki (1990–1993)
- Czesław Szmytkowski (1993–1996)
- Henryk Sodolski (1996–2002)
- Jan Godlewski (2002–2008)
- Józef Sienkiewicz (2008–2012)
- Wojciech Sadowski (2012–2020)
- Józef Sienkiewicz (2020–2024)
- Paweł Możejko (od 2024)